# Pareurystomina americana
Pareurystomina americana is een rondwormensoort uit de familie van de Enchelidiidae. De wetenschappelijke naam van de soort is voor het eerst geldig gepubliceerd in 1989 door Keppner.